# 夢よもう一度
『夢よもう一度』(ゆめよもういちど)（Purr-Chance to Dream、1967年）はトムとジェリーの作品のひとつ。

## 概要
本作はチャック・ジョーンズによるトムとジェリー短編作品の最終作であり、またハンナ＝バーベラ第1期・ジーン・ダイッチ期を含む短編映画第1期の最後の作品でもある。

## 作品内容
トムがいつものようにジェリーを追いかけていると、目の前に巨大なブルドッグが現れ、釘の如く叩かれて地中に埋められてしまう。トムは恐怖のあまりに思わず悲鳴をあげるが、どうやら夢だった模様。安堵するトムの前にゴミ箱から骨を失敬するジェリーが。悪夢から覚めご機嫌のトムは早速ジェリーをからかいつつ追いかける。すると目の前に巨大な犬小屋が。あの時の悪夢が脳裏をよぎったトムは慌てて隠れてしまう。
だが、その犬小屋から出てきたのはネズミサイズの小さなブル公。すっかり見くびったトムはそのブル公を軽くあしらいジェリーを捕まえるが、たちまちブル公に捕えられ、全身を齧られた挙句、「あの時」のように地中に埋められてしまった。
ジェリーとブル公はすっかり仲良しになり、ブル公はジェリーをトムから守るボディガード的な存在となった。しかし、ブル公の餌のために食糧を荒らされてはトムも黙って見過ごすわけにもいかず、ブル公をジェリーから引き離す作戦に出る。犬が匂いを嫌う「ノミ取りスプレー」を全身にかけたり、手榴弾を仕込んだ骨型カプセルを食べさせたり、金庫に閉じ込めて生き埋めにしたりするも、どれも失敗に終わり、結局はブル公のいいようにされてしまう。
諦めたトムは「夢の方がまだマシだ」とばかりに、スムーズジャズのレコードをかけ、睡眠薬を飲んで眠りにつく。夢の中でブルドッグに殴られても、トムは気にせず微笑むのだった。

## 登場キャラクター
トム
自分より小さい体のブル公を見て高を括っていたが、やがて立場が逆転しボコボコにされる。全身をノミ取りスプレーでガードしたり、金庫へ閉じ込めたりしてもブル公に敗れたため、ついには降参し現実より夢でブルドッグに捻じ伏せられる事を選んだ。
ジェリー
ブル公と意気投合し、トムに捕まりそうになってもブル公に守られた。
ブル公
ジェリーのボディーガードとして自分より大きなトムをボコボコにし、ノミ取りスプレーによるガード・骨の手榴弾・金庫をも簡単に攻略してトムを攻撃した。
巨大ブルドッグ
トムの夢に現れた。外見はブル公と瓜二つだがトムの何十倍もの巨体を誇り、ジェリーを追いかけていたトムを釘のように地面に打ちつける。
スプレーをかけられた犬
トムがブル公対策に使用したノミ取りスプレーの効果を試す際に体に吹き付ける。かけられた途端悲鳴を上げつつ逃げ去った。